# Alfonso d'Aragona (1489-1563)
Alfonso d'Aragona (Segorbe, 1489 – Puig, 1563) è stato un nobile spagnolo.

Stemma del duca di Segorbe

A volte conosciuto come Alfonso I d'Ampurias, fu conte di Ampurias (1522-1562) e duca di Segorbe (1489-1562). Figlio di Enrico d'Aragona e Pimentel, successe al padre come capo della contea e del ducato di Ampurias Segorbe dopo la morte di questo nel 1522.

## Il matrimonio e la prole
Nel 1516 sposò la contessa Giovanna III di Cardona. Da questo matrimonio nacquero:
- Ferdinando d'Aragona (1533), morto giovane.
- Alfonso d'Aragona (1536-1550).
- Giovanni d'Aragona (1537), morto giovane.
- Francisco Aragon (1539-1572), conte di Ampurias e Cardona e duca di Segorbe.
- Guiomar d'Aragona (1540-1557), sposata con Fadrique Álvarez de Toledo y Enríquez de Guzmán, duca d'Alba.
- Giovanna di Cardona (1542-1608), contessa di Cardona e duchessa di Segorbe.
- Anna d'Aragona (1544 ca.-1567), sposò in seconde nozze Vespasiano I Gonzaga, duca di Sabbioneta.
- Francesca Aragona, morta giovane.
- Beatrice d'Aragona, morta giovane.
- Isabella d'Aragona, sposata con Juan Ximénez de Urrea, conte di Aranda .
- Maddalena d'Aragona (?-1623).
- Maria d'Aragona, morta giovane.
- Geronima d'Aragona, morta giovane.

Ha avuto anche due figli illegittimi:
- Pedro d'Aragona (?-1597), vescovo di Lleida.
- Dídac d'Aragona (?-1554).

## Ascendenza
|                                                   |                                   |                                                                    | Genitori                                             |  |  | Nonni |  |  | Bisnonni                                |  |  | Trisnonni                          |  |
|                                                   |                                   |                                                                    |                                                      |  |  |       |  |  | Ferdinando I, re della Corona d'Aragona |  |  | Giovanni I, re di Castiglia e León |  |
|                                                   |                                   |                                                                    |                                                      |  |  |       |  |  | Ferdinando I, re della Corona d'Aragona |  |  | Giovanni I, re di Castiglia e León |  |
|                                                   |                                   | Eleonora d'Aragona                                                 |                                                      |  |  |       |  |  | Ferdinando I, re della Corona d'Aragona |  |  |                                    |  |
| Enrico, duca di Alburquerque                      |                                   |                                                                    |                                                      |  |  |       |  |  | Ferdinando I, re della Corona d'Aragona |  |  |                                    |  |
|                                                   |                                   | Eleonora d'Alburquerque                                            | Sancho, duca d'Alburquerque                          |  |  |       |  |  |                                         |  |  |                                    |  |
|                                                   |                                   | Eleonora d'Alburquerque                                            | Sancho, duca d'Alburquerque                          |  |  |       |  |  |                                         |  |  |                                    |  |
|                                                   |                                   | Eleonora d'Alburquerque                                            | Beatrice del Portogallo                              |  |  |       |  |  |                                         |  |  |                                    |  |
| Enrique de Aragón y Pimentel, I duca di Segorbe   |                                   | Eleonora d'Alburquerque                                            |                                                      |  |  |       |  |  |                                         |  |  |                                    |  |
|                                                   |                                   | Rodrigo Alonso Pimentel y Téllez de Meneses, II conte di Benavente | Juan Alonso Pimentel y Fonseca, I conte di Benavente |  |  |       |  |  |                                         |  |  |                                    |  |
|                                                   |                                   | Rodrigo Alonso Pimentel y Téllez de Meneses, II conte di Benavente | Juan Alonso Pimentel y Fonseca, I conte di Benavente |  |  |       |  |  |                                         |  |  |                                    |  |
|                                                   |                                   | Rodrigo Alonso Pimentel y Téllez de Meneses, II conte di Benavente | Juana Téllez de Meneses                              |  |  |       |  |  |                                         |  |  |                                    |  |
| Beatriz Pimentel y Enríquez                       |                                   | Rodrigo Alonso Pimentel y Téllez de Meneses, II conte di Benavente |                                                      |  |  |       |  |  |                                         |  |  |                                    |  |
|                                                   |                                   | Leonor Enríquez de Mendoza                                         | Alfonso Enríquez, signore di Medina de Rioseco       |  |  |       |  |  |                                         |  |  |                                    |  |
|                                                   |                                   | Leonor Enríquez de Mendoza                                         | Alfonso Enríquez, signore di Medina de Rioseco       |  |  |       |  |  |                                         |  |  |                                    |  |
|                                                   |                                   | Leonor Enríquez de Mendoza                                         | Juana de Mendoza y Ayala                             |  |  |       |  |  |                                         |  |  |                                    |  |
| Alfonso de Aragón y Portugal, II duca di Segorbe  |                                   | Leonor Enríquez de Mendoza                                         |                                                      |  |  |       |  |  |                                         |  |  |                                    |  |
|                                                   | Ferdinando I, II duca di Braganza | Alfonso I, I duca di Braganza                                      |                                                      |  |  |       |  |  |                                         |  |  |                                    |  |
|                                                   | Ferdinando I, II duca di Braganza | Alfonso I, I duca di Braganza                                      |                                                      |  |  |       |  |  |                                         |  |  |                                    |  |
|                                                   | Ferdinando I, II duca di Braganza | Beatrice Pereira de Alvim                                          |                                                      |  |  |       |  |  |                                         |  |  |                                    |  |
| Alfons de Bragança i Castro                       | Ferdinando I, II duca di Braganza |                                                                    |                                                      |  |  |       |  |  |                                         |  |  |                                    |  |
|                                                   |                                   | Joana de Castro, III signora di Cadoval                            | João de Castro, II signore di Cadaval                |  |  |       |  |  |                                         |  |  |                                    |  |
|                                                   |                                   | Joana de Castro, III signora di Cadoval                            | João de Castro, II signore di Cadaval                |  |  |       |  |  |                                         |  |  |                                    |  |
|                                                   |                                   | Joana de Castro, III signora di Cadoval                            | Leonor da Cunha                                      |  |  |       |  |  |                                         |  |  |                                    |  |
| Guiomar Castro de Bragança i de Noronha           |                                   | Joana de Castro, III signora di Cadoval                            |                                                      |  |  |       |  |  |                                         |  |  |                                    |  |
|                                                   |                                   | Sancho de Noroña, I conte di Odemira                               | …                                                    |  |  |       |  |  |                                         |  |  |                                    |  |
|                                                   |                                   | Sancho de Noroña, I conte di Odemira                               | …                                                    |  |  |       |  |  |                                         |  |  |                                    |  |
|                                                   |                                   | Sancho de Noroña, I conte di Odemira                               | …                                                    |  |  |       |  |  |                                         |  |  |                                    |  |
| María Enríquez de Norohna, II contessa di Odemira |                                   | Sancho de Noroña, I conte di Odemira                               |                                                      |  |  |       |  |  |                                         |  |  |                                    |  |
|                                                   |                                   | Mencía de Sousa, signora di Mortágua                               | …                                                    |  |  |       |  |  |                                         |  |  |                                    |  |
|                                                   |                                   | Mencía de Sousa, signora di Mortágua                               | …                                                    |  |  |       |  |  |                                         |  |  |                                    |  |
|                                                   |                                   | Mencía de Sousa, signora di Mortágua                               | …                                                    |  |  |       |  |  |                                         |  |  |                                    |  |
|                                                   |                                   | Mencía de Sousa, signora di Mortágua                               |                                                      |  |  |       |  |  |                                         |  |  |                                    |  |